# Il Bollettino Salesiano
Il Bollettino Salesiano è un mensile di attualità edito dalla Società salesiana di San Giovanni Bosco attraverso la Fondazione Don Bosco nel Mondo. Fondato da san Giovanni Bosco nel 1877, la sede editoriale è a Roma e presenta diverse versioni in varie lingue edite in tutti i continenti.

## Rubriche
Tra le rubriche fisse presenti in ogni numero c'è l'angolo della "Posta" dei lettori con le risposte degli esperti, la pagina dedicata ai "Salesiani nel mondo", quella sull'educazione e formazione dei giovani intitolata "Come Don Bosco", "Noi e loro" sul rapporto genitori e figli, le interviste delle rubriche "A tu per tu" e de "L'inviato". Ulteriori articoli approfondiscono tematiche religiose e culturali legate alle varie realtà salesiane.

## Dati tecnici
Il servizio di abbonamento gratuito della rivista attraverso la posta ha una copertura superiore alle 350.000 unità in Italia.. È possibile scaricare una copia della rivista in formato PDF direttamente dal sito internet.
La rivista è stampata in 57 edizioni, in 29 lingue diverse ed è distribuita in 131 paesi al mondo.
Il bollettino si sostiene grazie a donazioni volontarie.

## Direttori
- San Giovanni Bosco (1877)
- Giovanni Bonetti (1877 - 1883)
- Battista Lemoyne (1883 - 1896)
- Abbondio Anzini (1896 - 1904)
- Amedei Angelo (1904 - 1926)
- Giovanni Cassano (1926 - 1927)
- Domenico Garnieri (1927 - 1932)
- Guido Favini (1932 - 1950)
- Aspreno Gentilucci (1950 - 1951)
- Pietro Zerbino (1951 - 1972)
- Teresio Bosco (1972 - 1975)
- Enzo Bianco (1975 - 1983)
- Giuseppe Costa (1983 - 1991)
- Umberto De Vanna (1991 - 1997)
- Giancarlo Manieri (1997 - 2010)
- Bruno Ferrero (2011 - ...)[2]